# Notazione isotopica
In chimica e fisica, la notazione isotopica si utilizza per rappresentare un nuclide, cioè un dato isotopo di un elemento con numero di massa specificato. In questa notazione, oltre al simbolo dell'elemento chimico vengono riportati, a sinistra del simbolo e in piccolo, il numero atomico Z in basso e il numero di massa A in alto.
Ad esempio, l'isotopo carbonio-14 si rappresenta come 146C, l'uranio-235 come 23592U.